# Pinasca
Pinasca là một đô thị ở tỉnh Torino trong vùng Piedmont, có vị trí cách khoảng 40 km về phía tây nam của Torino, nước Ý. Tại thời điểm ngày 31 tháng 12 năm 2004, đô thị này có dân số 2.980 người và diện tích là 34,8 km².
Đô thị Pinasca có 27 frazioni (các đơn vị trực thuộc, chủ yếu là các làng), đơn vị lớn nhất là Dubbione.
Pinasca giáp các đô thị: Giaveno, Perosa Argentina, Cumiana, Pinerolo, Frossasco, San Pietro Val Lemina, Inverso Pinasca, và Villar Perosa.